# Прессфилд, Стивен
Стивен Прессфилд (англ. Steven Pressfield) (родился 1 сентября 1943 года) — американский писатель и сценарист.
Прессфилд — автор и соавтор 34 сценариев кинофильмов, автор исторических романов преимущественно о Древней Греции и научно-популярных книг. Его роман о спартанцах и битве при Фермопилах «Врата огня» (англ. Gates of Fire) изучают в Военной академии и Военно-морской академиях США. Эта книга и еще два романа Прессфилда занимали верхние строчки в списке бестселлеров Греции.

## Биография
Прессфилд родился в Порт-оф-Спейн, Тринидад и Тобаго, где его отец служил в ВМС США. В 1961 году окончил школу в Плезантвилле англ. Pleasantville, Нью-Джерси англ. New Jersey.
В 1965 году окончил Университет Дьюка, в 1966 году поступил на службу в Корпус морской пехоты США.
В 1971 году Стивен Прессфилд переезжает в Нью-Йорк, устраивается на свою первую работу в рекламное агентство Benton & Bowles копирайтером за $150 в неделю. Однажды, переписывая рекламный текст для производителя корма для собак, он задумался о том, не стоит ли заняться чем-то более стоящим? Прессфилд решил уволиться и написать роман
.
Первая проба пера была неудачной — первые три романа не были опубликованы. В последующие годы Стивен Прессфилд зарабатывал на жизнь самыми разными способами. Он работал таксистом и барменом в Нью-Йорке, учителем в Новом Орлеане, трактористом в Калифорнии, разнорабочим на буровой в Луизиане, санитаром в психиатрической лечебнице, сборщиком фруктов в штате Вашингтон. Свой путь к писательской карьере, включая период, когда ему пришлось жить в собственной машине, Прессфилд описал в книге «Война за креатив» (англ. The War of Art).
С 1980 года Прессфилд 15 лет работает сценаристом в Голливуде, став за это время автором и соавтором 34 сценариев, по 6 из них были сняты фильмы .
В 1995 году впервые была опубликована его книга, ей стала «Легенда Багера Ванса»(англ. The Legend of Bagger Vance), по которой в 2000 году Роберт Рэдфорд снял одноименный фильм, в главных ролях снялись Уилл Смит, Шарлиз Терон и Мэтт Деймон.
Второй опубликованной книгой стал роман о спартанцах и битве при Фермопилах «Врата огня» (англ. Gates of Fire). Её изучают в Военной академии США и Военно-Морской академии США.
В 2003 году романы Прессфилда «Врата огня» (англ. Gates of Fire), Приливы войны (англ. Tides of War) и «Последняя из амазонок» (англ. Last of the Amazons) занимали соответственно 1, 5 и 8 строчку бестселлеров Греции.
В сентябре этого же года город Спарта (Греция) выбрал Прессфилда почетным гражданином.
В 2012 Прессфилд вместе со своим агентом Шоном Койном (англ. Shawn Coyne) основал издательский дом Black Irish Books Архивная копия от 16 июня 2012 на Wayback Machine ..

### Художественные произведения
- Стивен Прессфилд. Солдаты Александра. Дорога сражений = The Afghan Campaign. — М.: Эксмо, Домино, 2009. — 416 с. — (Исторический роман). — ISBN 978-5-699-37610-0.
- Стивен Прессфилд. Охота на Роммеля = Killing Rommel. — М.: Эксмо, 2008. — 384 с. — (Mystery Line). — ISBN 978-5-699-26721-7.
- Стивен Прессфилд. Врата огня = Gates of Fire. — М.: Эксмо, 2006. — 464 с. — (Исторический роман). — ISBN 5-699-01742-9.
- Стивен Прессфилд. Александр Великий. Дорога славы = The Virtues of war. A novel of Alexander the Great. — М.: Эксмо, 2006. — 480 с. — (Исторический роман). — ISBN 5-699-14643-1.
- Стивен Прессфилд. Последняя из амазонок = Last of the Amazons. — М.: Эксмо, Домино, 2005. — 528 с. — (Исторический роман). — ISBN 5-699-11830-6.
- Стивен Прессфилд. Приливы войны = Tides of War. — М.: Эксмо, 2004. — 560 с. — (Исторический роман). — ISBN 5-699-04710-7.
- The Legend of Bagger Vance(1995)
- The Profession (2011)

### Научно-популярная литература
- Стивен Прессфилд. Война за креатив. Как преодолеть внутренние барьеры и начать творить = The War of Art: Break Through the Blocks and Win Your Inner Creative Battles. — М.: «Альпина Паблишер», 2011. — 192 с. — ISBN 978-5-9614-1720-3.
- Стивен Прессфилд. Делай дело! = Do The Work. — Минск: Попурри, 2012. — 112 с. — ISBN 978-985-15-1601-4.
- The Warrior Ethos (2011)
- Turning Pro (2012)

## Работа в кино

### Сценарии
| Год  |   | Русское название      | Оригинальное название | Роль |
| ---- | - | --------------------- | --------------------- | ---- |
| 1986 | ф | Кинг-Конг жив         | King Kong Lives       |      |
| 1988 | ф | Над законом           | Above the Law         |      |
| 1992 | ф | Корпорация бессмертие | Freejack              |      |
| 1993 | ф | Дерево Джошуа         | Joshua Tree           |      |
| 1995 | ф | Отдельная жизнь       | Separate Lives        |      |

### Экранизации
| Год  |   | Русское название     | Оригинальное название      | Роль |
| ---- | - | -------------------- | -------------------------- | ---- |
| 2000 | ф | Легенда Багера Ванса | The Legend of Bagger Vance |      |

### Другое
Стивен Прессфилд также снялся в роли одного из историков в документальном фильме 2007 года «Last Stand of the 300», производство The History Channel.

## Онлайн-продукты
- Writing Wednesdays Архивная копия от 7 июля 2012 на Wayback Machine — обновляемая блог-версия «Войны за креатив».
- The Warrior Ethos Архивная копия от 1 июля 2012 на Wayback Machine
- It’s the Tribes, Stupid — блог об афганских племенах.
- War Stories Архивная копия от 1 июля 2012 на Wayback Machine
- The Creative Process Архивная копия от 3 июля 2012 на Wayback Machine — интервью с творческими людьми, работающими в самых разных областях.